# Tetrastemma incisum
Tetrastemma incisum är en djurart som tillhör fylumet slemmaskar, och som beskrevs av William Stimpson 1855. Tetrastemma incisum ingår i släktet Tetrastemma och familjen Tetrastemmatidae. Inga underarter finns listade i Catalogue of Life.